# Unst (Gemeinde)

Lage von Unst auf den Shetlands

Unst ist eine Gemeinde (Community Council Area), die im Nordosten der Region Shetlands in Schottland liegt.

## Geographie
Das Gebiet der Gemeinde umfasst die Insel Unst sowie einige kleinere, unbewohnte Inseln. 
Der zentrale Ort ist Baltasound, weitere zugehörige Ortschaften sind Belmont, Buness, Burrafirth, Clibberswick, Clivocast, Hamar, Haroldswick, Houlland, Kirkaby, Skaw, Snabrough, Snarravoe, Underhoull, Uyeasound und Westing.
Benachbarte, durch Wasserstraßen von Unst getrennte Gemeinden sind Yell im Südwesten und Fetlar im Süden.

## Historisches
Im Rahmen der historischen Gliederung Schottlands in Civil Parishes hatte Unst eine gleichnamige Einheit gebildet. Ende des 20. Jahrhunderts ging aus dieser die Community Council Area hervor.